# Ken Wahl
Pour les articles homonymes, voir Wahl (homonymie).
Ken Wahl est un acteur américain, né le 14 février 1957, à Chicago dans l'Illinois.

## Biographie
Ken Wahl s'impose dans des premiers rôles dès ses débuts au cinéma, dans Les Seigneurs de Philip Kaufman (1979) face à Karen Allen, puis dans Le Policeman de Daniel Petrie (1981) opposé à Paul Newman.
Parce que Les Bourlingueurs (Race for the Yankee Zephyr) de David Hemmings (avec Lesley Ann Warren) et ses films suivants (dont La Flambeuse de Las Vegas de Don Siegel avec Bette Midler) remportent moins de succès, il se tourne vers la télévision et rencontre la gloire avec la série Un flic dans la mafia de 1987 à 1990.
Après son départ de la série, il retourne sur grand écran mais ni La Prise de Beverly Hills de Sidney J. Furie (1991) ni The Favor (1994, avec le débutant Brad Pitt), qui lui permet de retrouver le cinéaste Donald Petrie, ne relancent sa carrière. Depuis, il s'est presque totalement retiré des écrans.
En 1996, il incarne à nouveau Vinnie Terranova, héros de la série Un flic dans la mafia - son personnage le plus célèbre - dans un téléfilm.

## Filmographie

### Films
- 1979 : Les Seigneurs (The Wanderers) de Philip Kaufman : Richie
- 1980 : Les Marais de la mort (en) (Running Scared) de Paul Glickler : Chas McClain
- 1981 : Le Policeman (Fort Apache, The Bronx) de Daniel Petrie : Corelli
- 1981 : Les Bourlingueurs (Race for the Yankee Zephyr) de David Hemmings : Barney
- 1982 : Le Soldat (The Soldier) de James Glickenhaus : le soldat
- 1982 : La Flambeuse de Las Vegas (Jinxed!) de Don Siegel : Willie Brodax
- 1984 : Au cœur de l'enfer (Purple Hearts) de Sidney J. Furie : Don Jardian
- 1986 : Omega Syndrome de Joseph Manduke : Jack Corbett
- 1991 : La Prise de Beverly Hills (The Taking of Beverly Hills) de Sidney J. Furie : Boomer Hayes
- 1994 : The Favor de Donald Petrie : Tom Andrews

### Séries télévisées
- 1985 : Double Dare : Ken Sisko (6 épisodes)
- 1987-1990 : Un flic dans la mafia (Wiseguy) : Vinnie Terranova (65 épisodes)
- 1994 : Caraïbes offshore (Thunder in paradise) apparition, non crédité, en agent de police.(saison 1, épisode 16)

### Téléfilms
- 1985 : Les Douze Salopards 2 (The Dirty Dozen : Next Mission) d'Andrew V. McLaglen : Louis Valentine
- 1986 : Le Justicier de la route (The Gladiator) d'Abel Ferrara : Rick Benton, le gladiateur
- 1994 : Visions de meurtre (Search for Grace) de Sam Pillsbury : John "Johnny" Danielli / Jake
- 1996 : Wiseguy de James Whitmore Jr. : Vinnie Terranova

## Voix françaises
- Richard Darbois dans :
  - Le Policeman
  - La Flambeuse de Las Vegas

- Michel Vigné dans :
  - Un flic dans la mafia (série télévisée)
  - La Prise de Beverly Hills

Et aussi
- Michel Creton dans Les Seigneurs
- Jean-Louis Faure (*1953 - 2022) dans Les Marais de la mort
- François Leccia (*1948 - 2009) dans Les Bourlingueurs
- Daniel Beretta (*1946 - 2024) dans Le Soldat
- Georges Poujouly (*1940 - 2000) dans Au cœur de l'enfer
- Marcel Guido dans Les Douze Salopards 2
- Daniel Russo dans Gladiator

## Distinctions

### Récompense
- Golden Globes 1990 : Meilleur acteur dans une série télévisée dramatique dans Un flic dans la mafia

### Nominations
- Golden Globes 1989 : Meilleur acteur dans une série télévisée dramatique dans Un flic dans la mafia
- Primetime Emmy Awards 1989 : Meilleur acteur dans une série télévisée dramatique dans Un flic dans la mafia
- Viewers for Quality Television Awards 1990 : Meilleur acteur dans une série télévisée dramatique dans Un flic dans la mafia